# معركة جرونفالد
معركة جرونفالد ، أو معركة تاننبرج الأولى أو معركة غالجريس هي معركة وقعت في 15 يوليو 1410 خلال الحرب البولونية الليتوانية. انتصر فيها تحالف مملكة بولندا ودوقية ليتوانيا الكبرى بقيادة الملك فوديساو يوغيلا والدوق فيتاوتاس على التوالي، على الفرسان الألمان- البروسيين بقيادة Ulrich von Jungingen. وقُتل فيها معظم قادة فرسان تيوتون أو أُسروا. وعلى الرغم من هزيمتهم فقد صمد فرسان تيوتون خلال حصار حصنهم في مالبورك وتعرضوا لخسائر قليلة في Peace of Thorn (1411) (تورن)، واستمرت النزاعات الإقليمية الأخرى حتى Peace of Melno في عام 1422. لكن الفرسان لم يستعيدوا سلطتهم السابقة أبدًا، كما أن تكلفة الحرب الكبيرة تسببت في نزاعات داخلية وتراجع اقتصادي في الأراضي الخاضعة لسيطرتهم. غيرت المعركة توازن القوى في أوروبا الوسطى والشرقية وشهدت صعود الاتحاد البولندي الليتواني باعتباره القوة السياسية والعسكرية المهيمنة في المنطقة.
كانت المعركة واحدة من أكبر المعارك في أوروبا في العصور الوسطى، وتعتبر واحدة من أهم الانتصارات في تاريخ بولندا وليتوانيا، ويتم الاحتفال بها على نطاق واسع في بيلاروسيا. وقد استخدمت تلك المعركة كمصدر للأساطير الرومانسية والفخر الوطني، لتصبح رمزًا أكبر للنضال ضد الغزاة الأجانب. وخلال القرن العشرين استُخدمت المعركة في حملات الدعاية الألمانية النازية والسوفيتية. وفي العقود الأخيرة فقط قام المؤرخون بتقييم علمي نزيه للمعركة، والتوفيق بين الروايات السابقة، والتي اختلفت على نطاق واسع حسب البلد.

## الأسماء والمصادر

### الأسماء

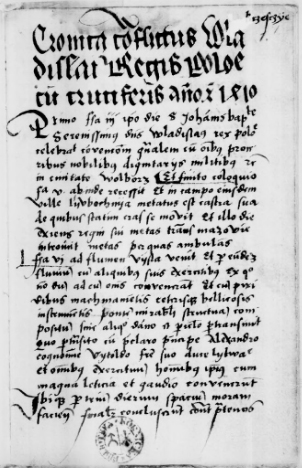
المصدر الأكثر أهمية في المعركة هو Cronica conflictus...

كانت المعركة في إقليم الدولة الرهبانية التيوتونية، على السهول الواقعة بين ثلاث قرى هي: جرونفالد (Grunwald) من الغرب، تانينبرغ (ستوبارك) إلى الشمال الشرقي ولودفيغسدورف (لودفيغدورف) إلى الجنوب. أشار Władysław II Jagiełło إلى الموقع باللغة اللاتينية على أنه صراع النوستري، quem cum Cruciferis de Prusia habuimus ، dicto Grunenvelt. قام المؤرخون البولنديون لاحقًا بتفسير كلمة Grunenvelt باسم Grünwald، والتي تعني «الغابات الخضراء» بالألمانية. لكن الليتوانيون ترجموا الاسم إلى Žalgiris. أطلق الألمان اسم المعركة على اسم Tannenberg («تل التنوب» أو «تل الصنوبر» باللغة الألمانية). وبالتالي هناك ثلاثة أسماء شائعة الاستخدام للمعركة: (بالألمانية: Schlacht bei Tannenberg) ، (بالبولندية: bitwa pod Grunwaldem) ، (بالليتوانية: Žalgirio mūšis). أسماءها بلغات الشعوب الأخرى المعنية تشمل (بالبيلاروسية: Бітва пад Грунвальдам)، (بالأوكرانية: Грюнвальдська битва)، (الروسية: Грюнвальдская битва)، (بالتشيكية: Bitva u Grunvaldu)، (بالرومانية: Bătălia de la Grünwald).

### الحملة الصليبية الليتوانية والاتحاد البولندي الليتواني

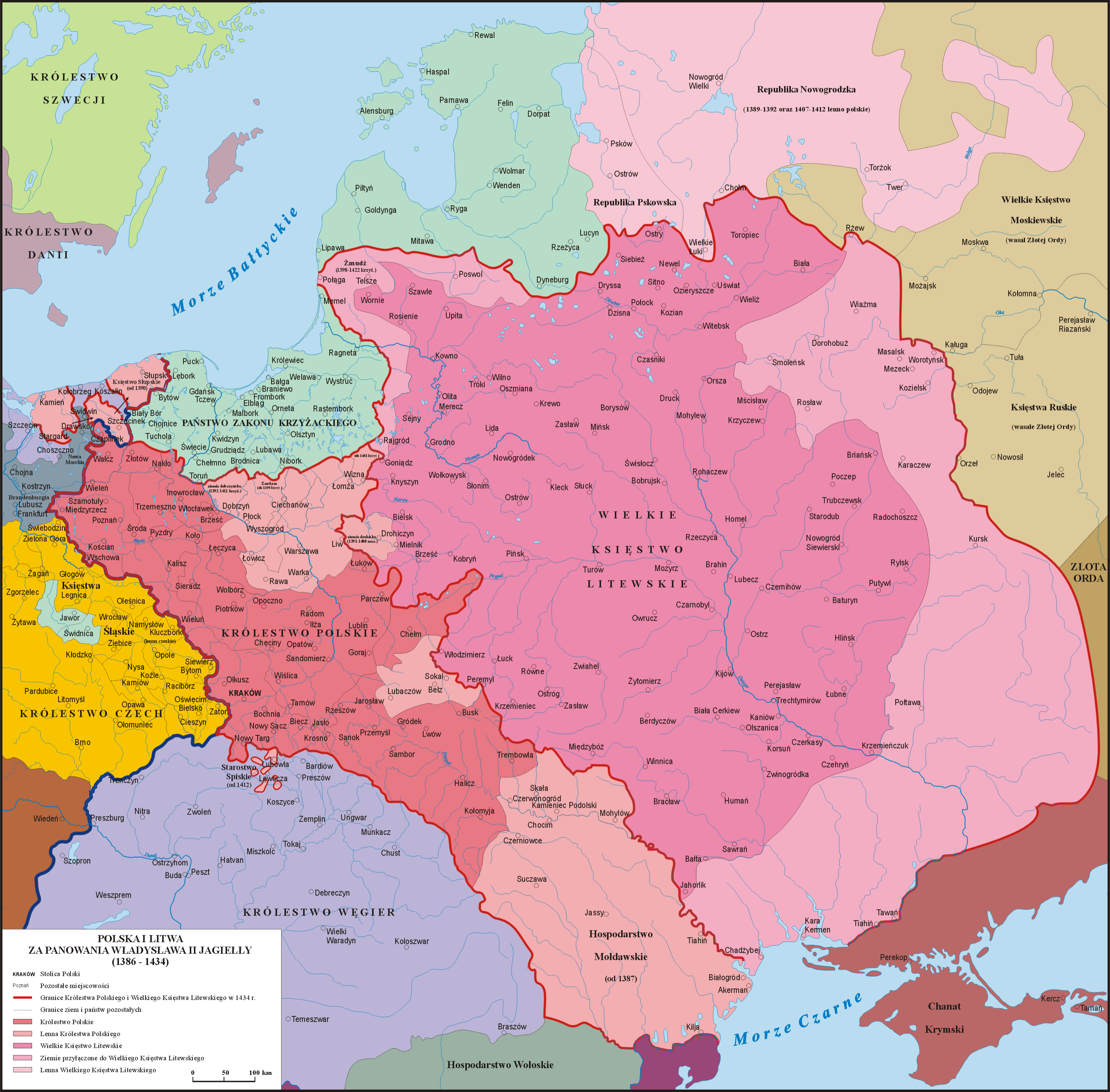
مملكة بولندا ودوقية ليتوانيا الكبرى ضمن خدمتهم بين عامي 1386 و1434

### الحرب والهدنة والاستعدادات

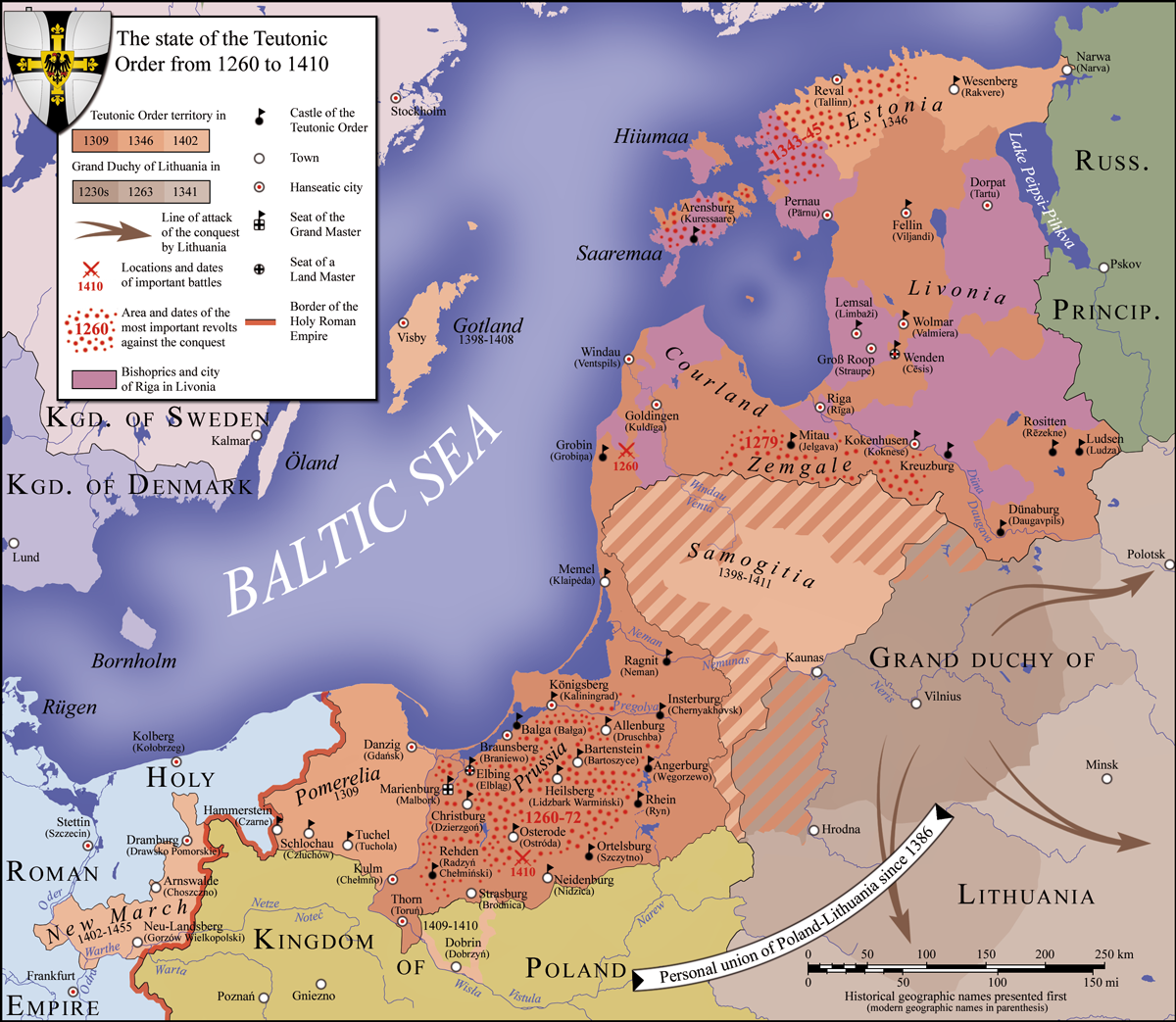
إقليم حالة النظام التيوتوني بين عامي 1260 و1410 ؛ يشار إلى مواقع وتواريخ المعارك الكبرى، بما في ذلك معركة Grunwald، بواسطة السيوف الحمراء.

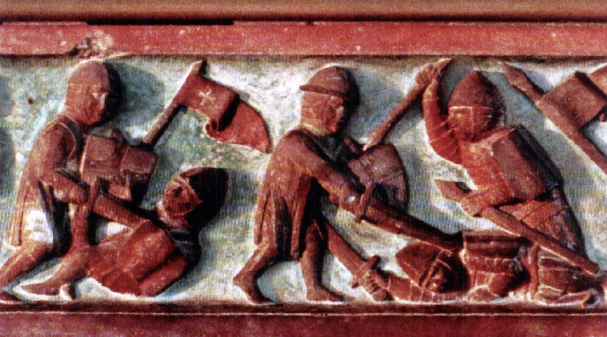
ليتوانيون في قتال مع فرسان التيوتون (القرن 14 نقش بارز من قلعة Marienburg)

## مسار المعركة

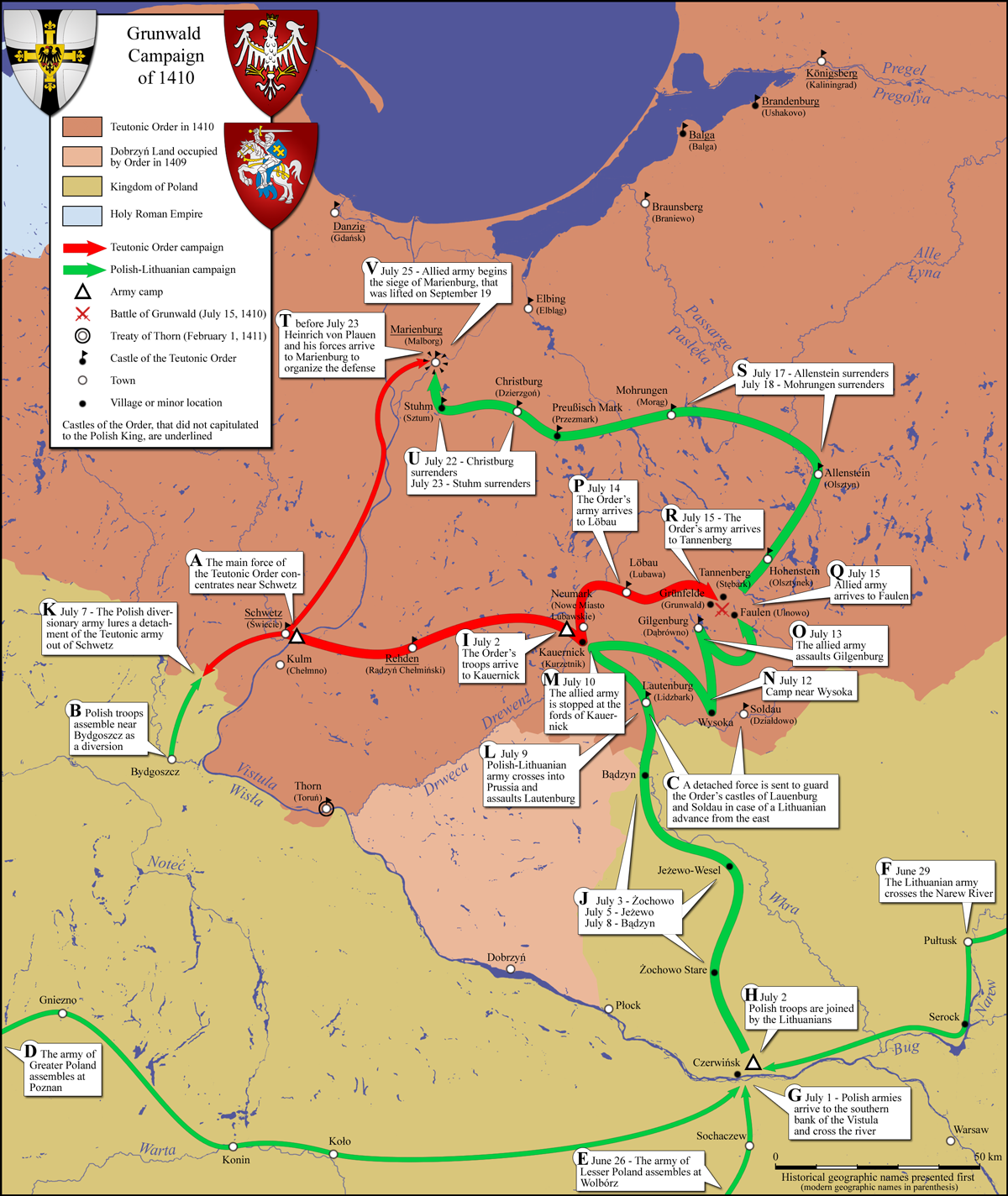
خريطة لحركات الجيش في حملة جرونفالد

### الاستعدادات المعركة

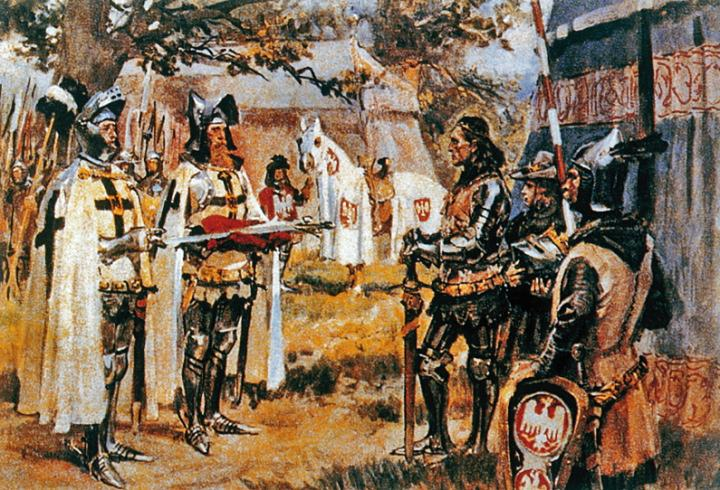
فرسان تيوتون يقدمون سيوف جرونفالد للملك فاديساو الثاني يوغيلا (لوحة لفوجيتش كوساك)

### بدأ المعركة: الهجوم الليتواني والتراجع

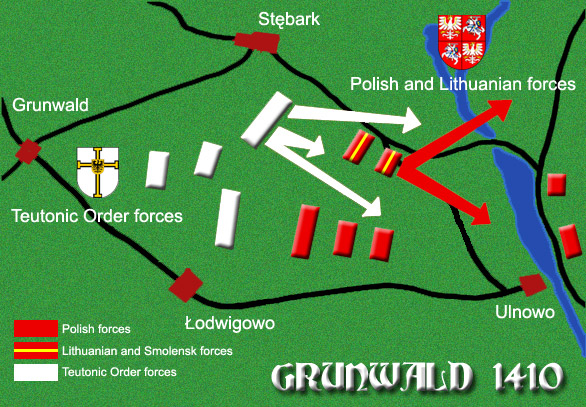
تراجع سلاح الفرسان الليتواني
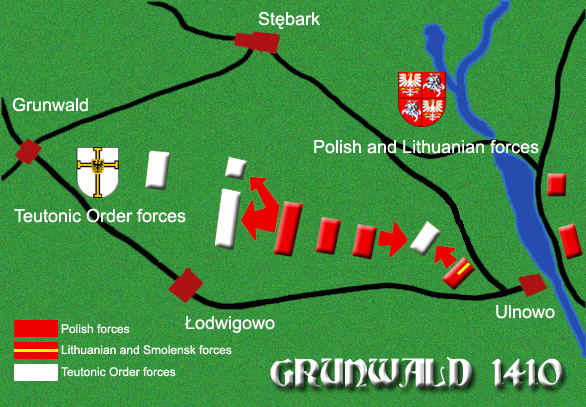
الهجوم البولندي اليميني
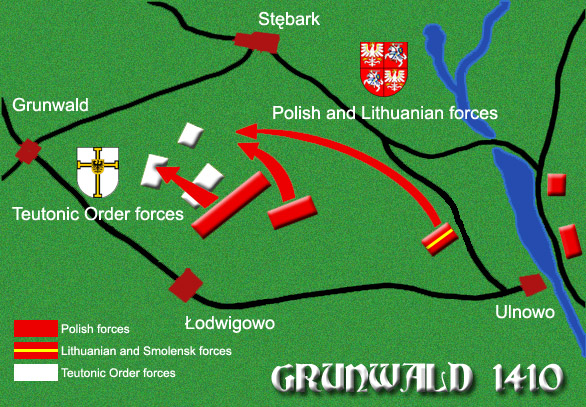
سلاح الفرسان البولندي

### استمرار المعركة: معركة بولندية - تيوتونية

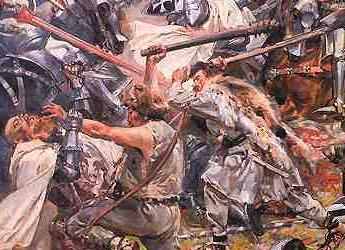
مسلم من التتار يحارب فارس تيوتوني (التفاصيل من لوحة لفوجيتش كوساك)

### الضحايا والأسرى

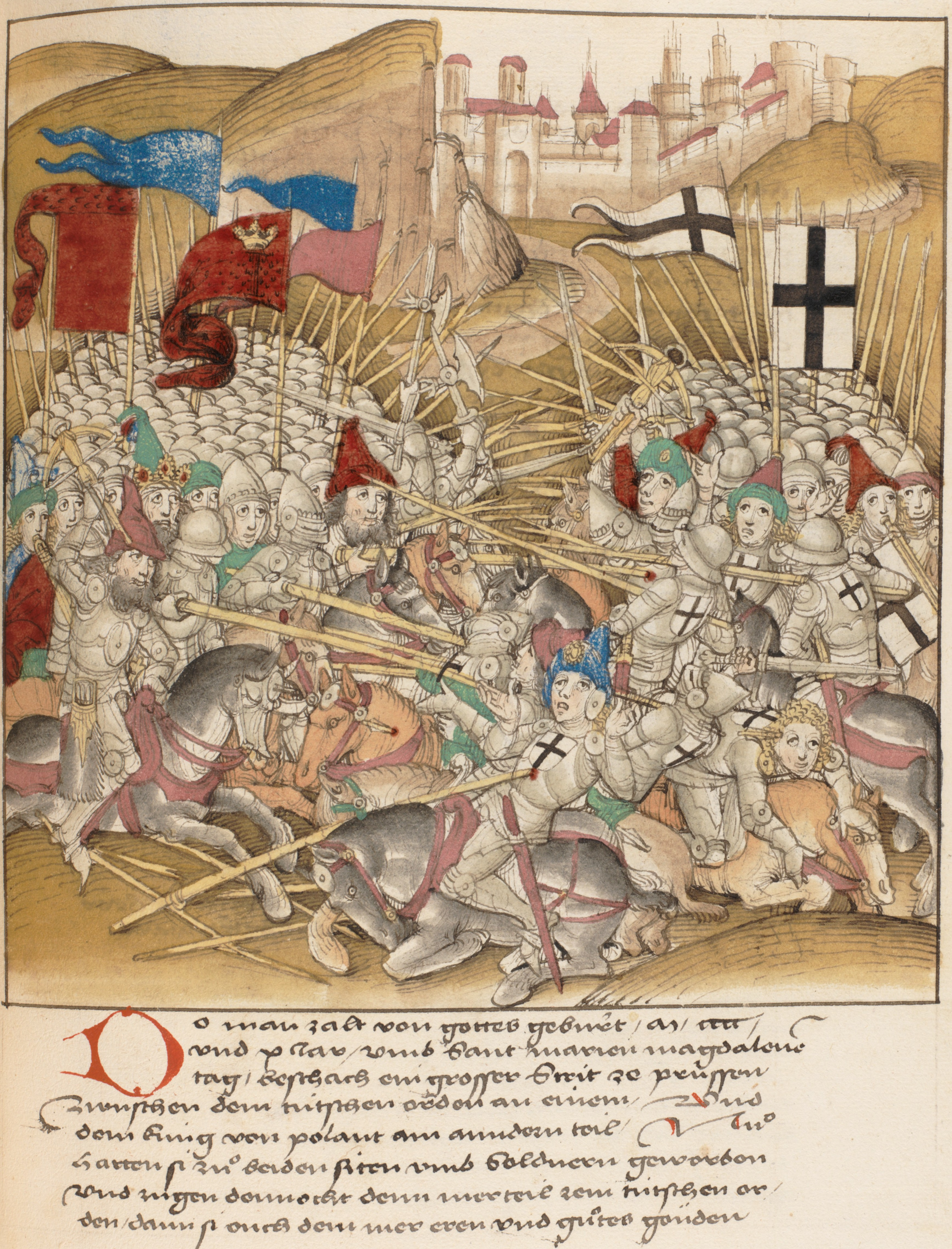
المعركة كما هو موضح في Berner Chronik من ديبولد شيلينج

### استمرار الحملة ثم السلام

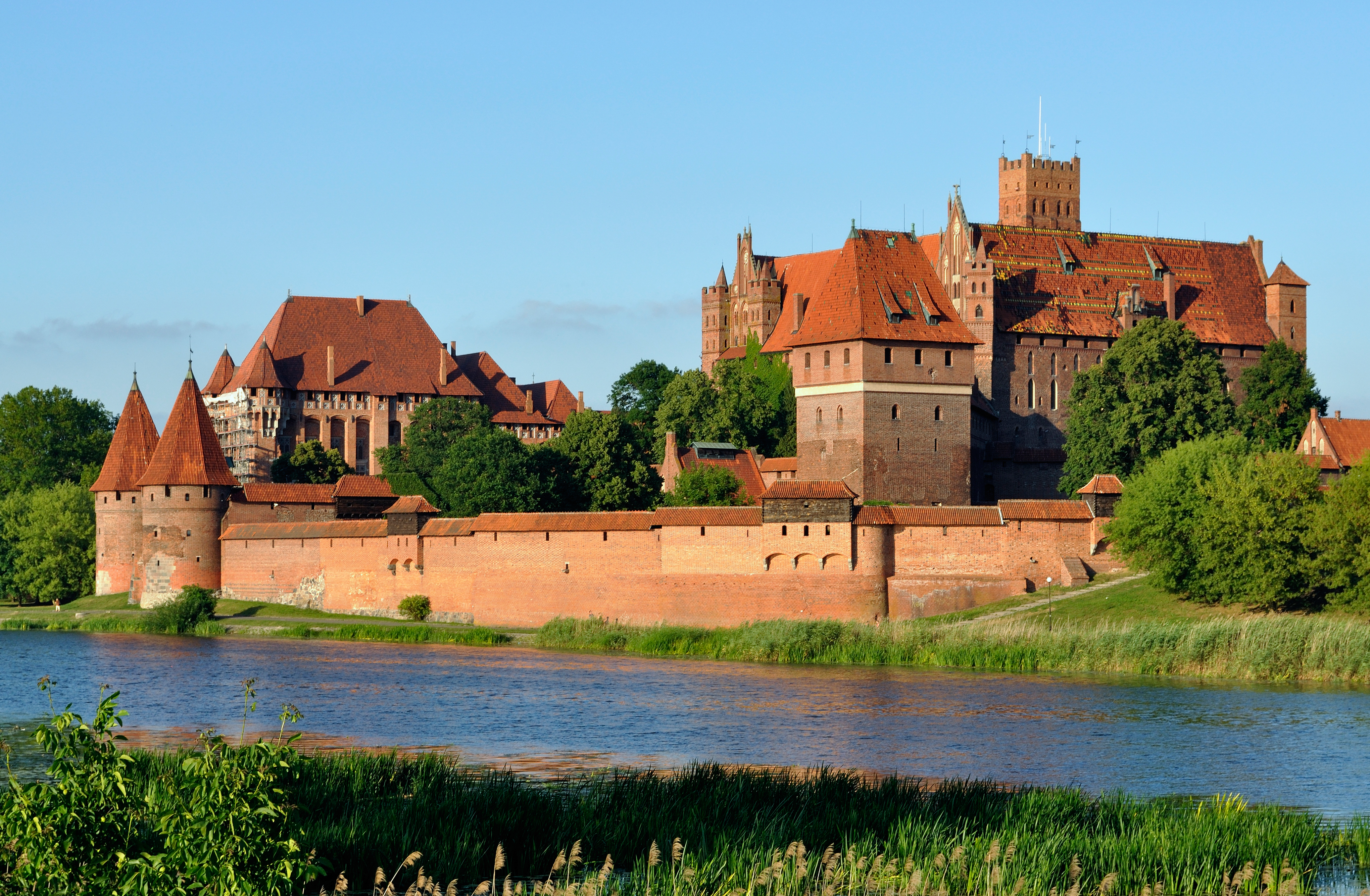
بعد المعركة ، تم حصار قلعة مارينبورغ، التي كانت بمثابة عاصمة فرسان التيوتون، دون جدوى لمدة شهرين من قبل القوات البولندية الليتوانية.

### بولندا وليتوانيا وأوكرانيا

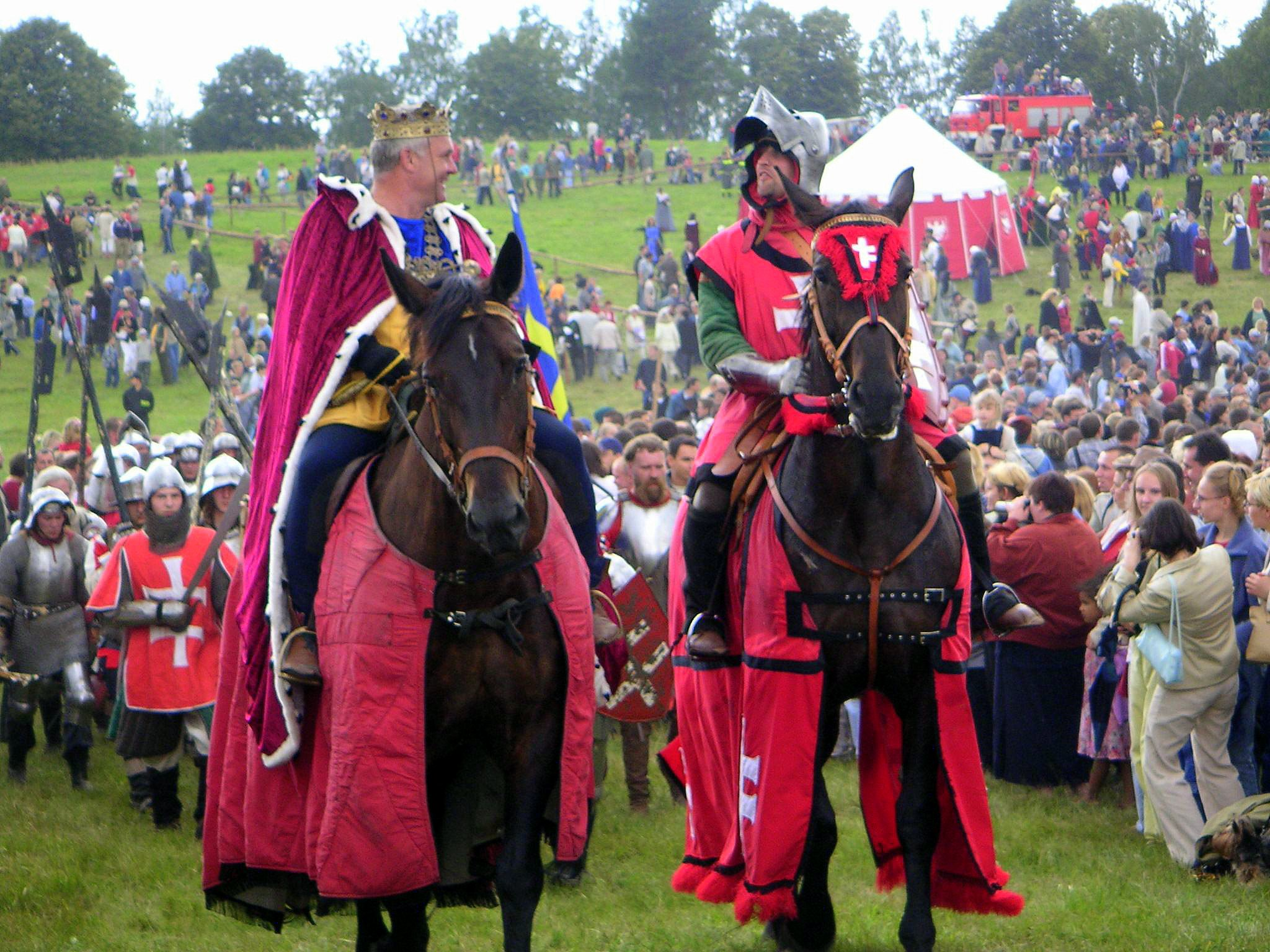
ملك بولندا يوغيلا. إعادة تمثيل المعركة، 2003.

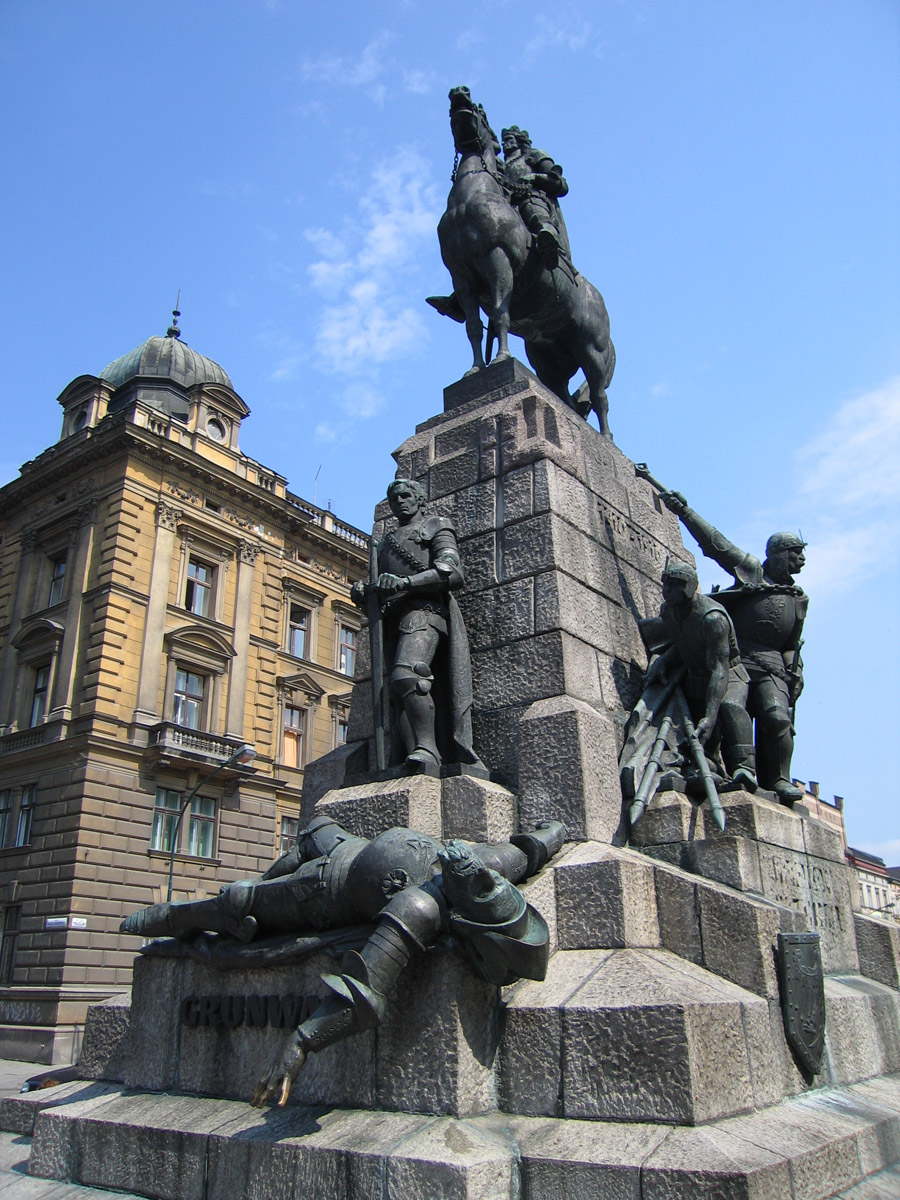
نصب Grunwald التذكاري في كراكوف، بولندا ، للاحتفال بالذكرى السنوية 500 للمعركة. تم تدميره خلال الحرب العالمية الثانية من قبل الألمان وإعادة بنائه في عام 1976.

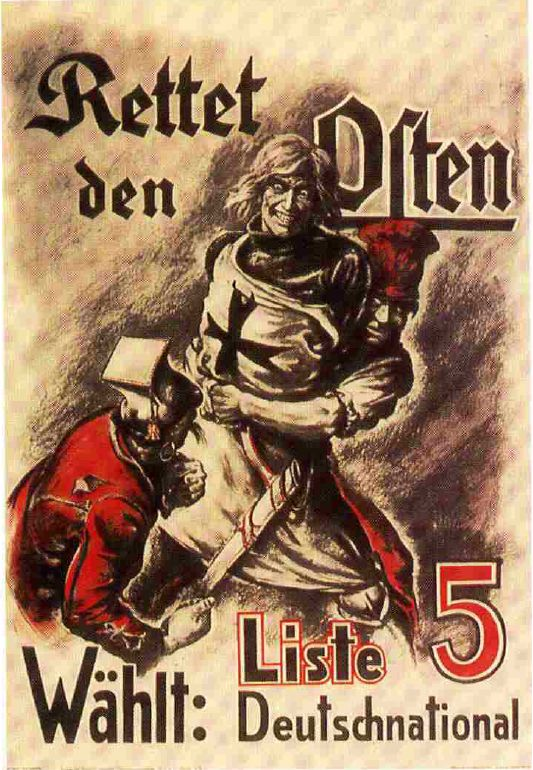
ملصق دعاية لحزب الشعب الوطني الألماني من عام 1920 يصور فارسًا من التيوتون مهددًا من قبل الاشتراكين